# Riou de Jabron
Pour les articles homonymes, voir Jabron.
Le Riou de Jabron est un torrent du sud de la France, dans le département des Alpes-de-Haute-Provence et dans la région Provence-Alpes-Côte d'Azur. C'est un affluent de la Durance, donc un sous-affluent du Rhône.

## Géographie
La longueur de son cours d'eau est de 20,9 km,.
Il conflue avec la Durance sur le territoire de la commune de Salignac, à l'altitude 434 mètres.

### Communes traversées
Le Jabron traverse trois communes, qui sont, dans le sens amont vers aval : Saint-Geniez (source), Entrepierres et Salignac (confluence).

## Affluents
Le Riou du Jabron a deux affluents référencés tous entre deux et cinq kilomètres de longueur :
- la Vous,
- le ravin du Jas du Moine,

Donc son rang de Strahler est de deux.

## Hydronyme ou étymologie
Riou est un nom franco-provençal signifiant ruisseau. 
Le terme Jabron vient de la base préceltique * gava, qui sert à nommer les torrents de montagne.